# Parks und Grünflächen in London

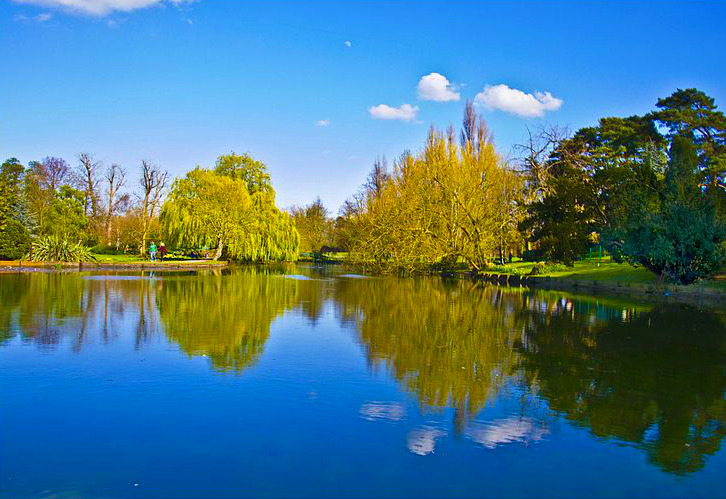
Der See im Beddington Park im Londoner Stadtbezirk Sutton im Südwesten der Stadt.

Dieser Artikel gibt einen Überblick über Parks und Grünflächen in London. Zu den Grünflächen im Zentrum von London, der Hauptstadt des Vereinigten Königreiches, zählen fünf der acht Königlichen Parks der Hauptstadt, ergänzt durch eine Reihe kleiner, über das gesamte Stadtzentrum verstreuter grün gestalteter Plätze, sogenannter Gartenplätze. Zu den Freiflächen im Rest der Region zählen insbesondere die verbleibenden drei Königlichen Parks und viele andere Parks und Freiflächen unterschiedlicher Größe, die hauptsächlich von den lokalen Londoner Stadtbezirken betrieben werden, obwohl zu den anderen Eigentümern auch der National Trust und die City of London Corporation gehören.
London besteht zu 40 % aus öffentlichen Grünflächen, darunter 3.000 Parks mit einer Gesamtfläche von 14.000 Hektar.

## Königliche Parks (Royal Parks)

See im St. James’s Park in Westminster, Blick von der Blue Bridge nach Osten in Richtung London Eye.

Das Herzstück des Parksystems von Greater London sind die acht Königlichen Parks. Mit einer Fläche von 1.976 Hektar sind sie ehemalige königliche Jagdgründe, die heute für die Öffentlichkeit zugänglich sind.
- Richmond Park, 955 Hektar,[4]
- Bushy Park, 445 Hektar[5]
- Regent’s Park, 166 Hektar[6]
- Hyde Park, 140 Hektar[7]
- Kensington Gardens, 107 Hektar[8]
- Greenwich Park, 74 Hektar[9]
- St. James’s Park, 23 Hektar[10]
- Green Park, 16 Hektar[11]

## Gartenplätze (Garden Squares)

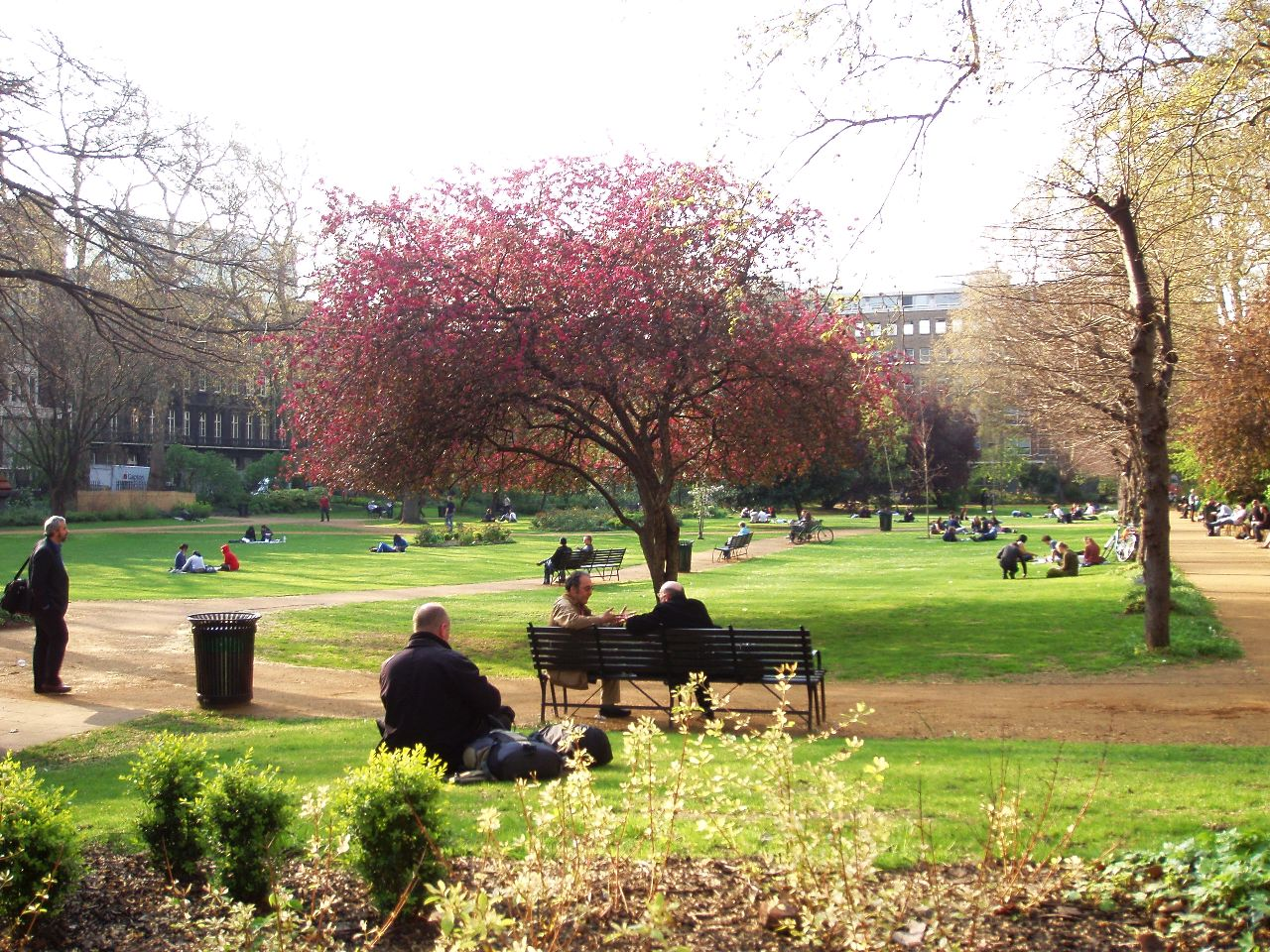
Gartenplatz Gordon Square.

Viele der kleineren Grünflächen in der Londoner Innenstadt sind Gartenplätze, die für die private Nutzung der Bewohner der angrenzenden Viertel angelegt wurden, in manchen Fällen heute aber für die Öffentlichkeit zugänglich sind. Bemerkenswerte Beispiele für öffentlich zugängliche Plätze sind der Russell Square in Bloomsbury, die Lincoln's Inn Fields in Holborn und der Soho Square in Soho. Der Name Cartwright Gardens steht sowohl für eine Straße als auch für eine direkt mit ihr verbundene Grünanlage.
Der Stadtbezirk Royal Borough of Kensington and Chelsea umfasst über hundert Gartenanlagen, deren Nutzung den Anwohnern vorbehalten ist. Die Instandhaltung vieler dieser Plätze (auch Crescents, Gardens oder Place genannt) wird durch eine Abgabe der Anwohner zusätzlich zur Council Tax (Gemeindesteuer) finanziert.

## Gemeindeparks (Council Parks)

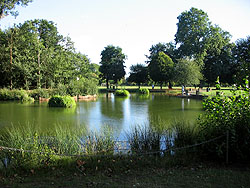
Der Badeteich im Victoria Park – seit den 1930er Jahren nicht mehr zum Baden genutzt.

Zusätzlich zu diesen Flächen wurden zwischen Mitte des 19. Jahrhunderts und dem Zweiten Weltkrieg zahlreiche kommunale Parks angelegt.
London Borough of Tower Hamlets
- Victoria Park, 86,18 Hektar[13]

London Borough of Wandsworth
- Battersea Park, 83 Hektar,[14]

London Borough of Lewisham
- Beckenham Place Park, 96 Hektar

London Borough of Bromley
- Crystal Palace Park, 80 Hektar

London Borough of Lambeth
- Brockwell Park, 51 Hektar[15]

London Borough of Haringey
- Alexandra Park, 80 Hektar

- Tottenham Parks

- Bruce Castle Park, Tottenhams ältester Park
- Lordship Recreation Ground
- Tottenham Marshes
- Der Friedhof von Tottenham verfügt über eine Parkanlage.
- Downhills Park
- Chestnuts Park
- Down Lane Park, Stadtpark seit 1907 mit Fußballfeldern, Tennisplätzen, Spielplatz, einem Outdoor-Fitnessstudio und einer BMX-Strecke.
- Markfield Park
- The Green (Tottenham)
- Freifläche Brunswick Road
- Chapman's Green

- City of Westminster

- Grosvenor Square

## Weitere Grünflächen

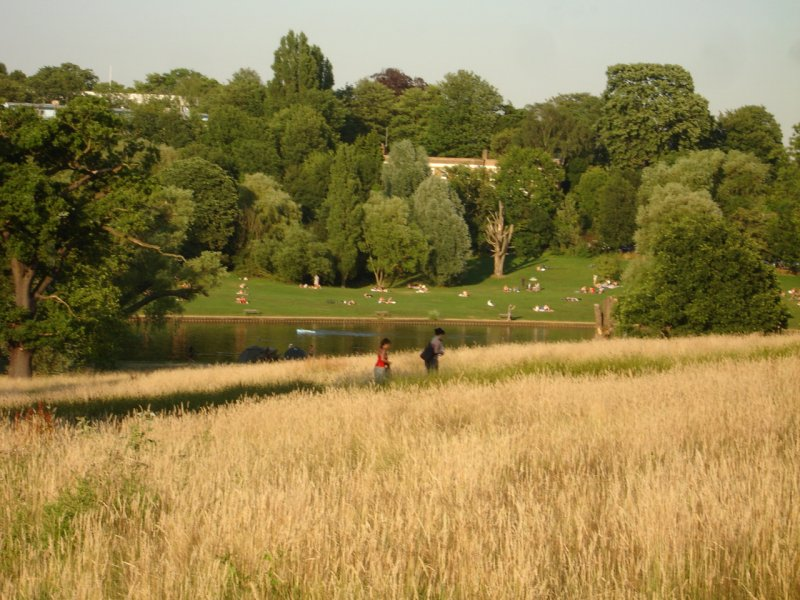
Highgate-Modellbootteich in der Nähe von Parliament Hill

Zu den weiteren großen Freiflächen in den Londoner Vororten gehören:
| Name                         | Hektar |
| ---------------------------- | ------ |
| Thames Chase                 | 9,842  |
| Epping Forest                | 2,476  |
| Wildspace Conservation Park  | 645    |
| Wimbledon Common             | 460    |
| Hampstead Heath              | 320    |
| Walthamstow Wetlands         | 211    |
| Mitcham Common               | 182    |
| Trent Park                   | 169    |
| Hainault Forest Country Park | 136    |
| Clapham Common               | 89     |
| Wormwood Scrubs              | 80     |
| Wandsworth Common            | 73     |
| Gunnersbury Park             | 72     |
| Tooting Bec Common           | 62     |
| South Norwood Country Park   | 47     |

Diese weiteren Grünflächen haben einen eher naturnahen Charakter, da sie ursprünglich ländliche Gebiete waren, die vor der umgebenden Urbanisierung geschützt waren. Einige Friedhöfe bieten ausgedehnte Grünflächen innerhalb der Stadt – insbesondere der Highgate Cemetery, auf dem unter anderem Karl Marx und Michael Faraday begraben sind. Zwei gebührenpflichtige Gärten vervollständigen Londons Angebot an Grünflächen – der schönste davon ist der Royal Botanic Garden in Kew, und auch die königliche Residenz Hampton Court Palace verfügt über einen berühmten Garten. Alle äußeren Londoner Bezirke haben Anteil am Metropolitan Green Belt.

## Commons (Allmendeflächen)
In London gibt es über hundert registrierte Allmendeflächen (auf englisch: Commons), deren Größe von kleinen Landstücken bis hin zu riesigen Flächen reicht.

## Lavendelfelder

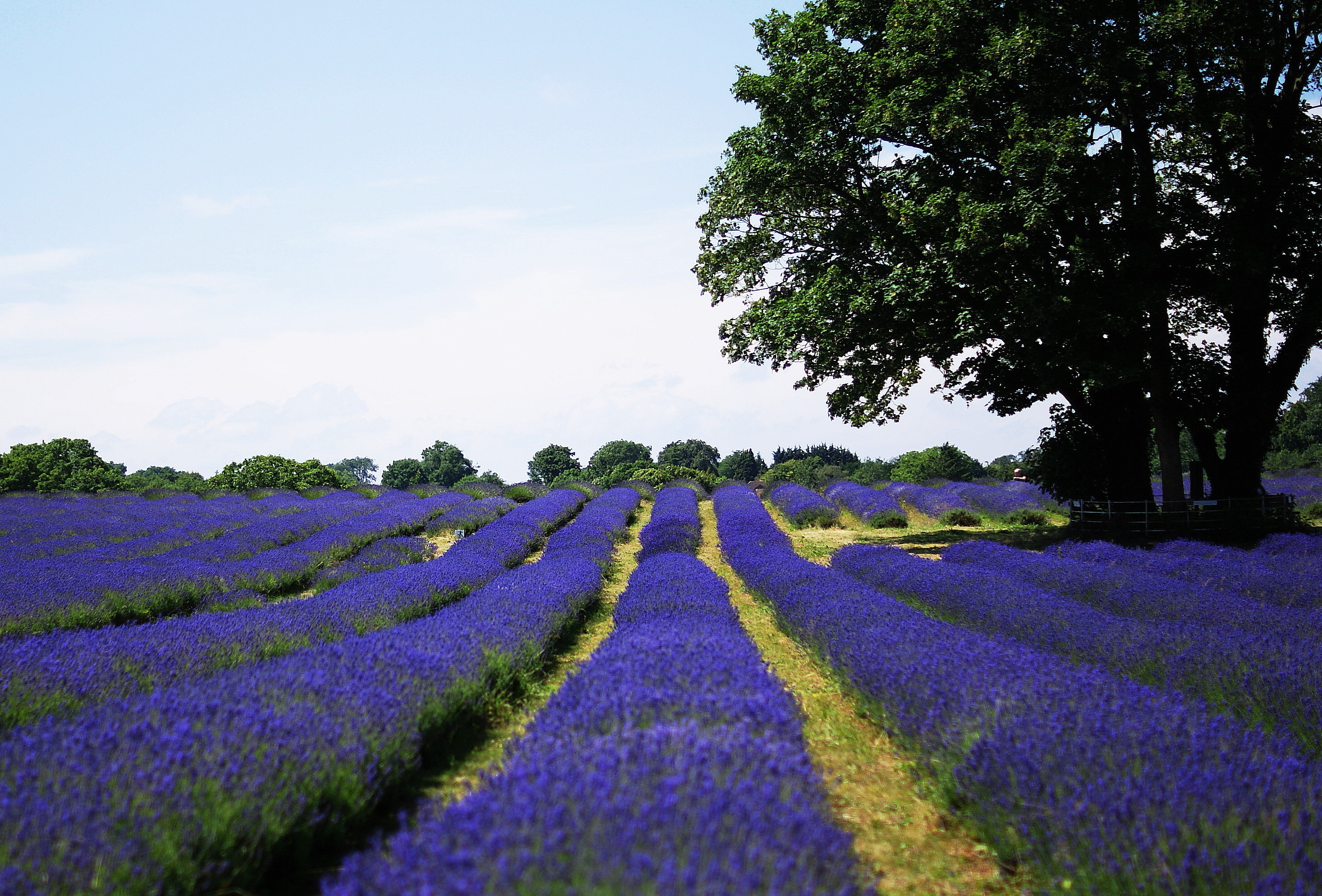
Lavendelfeld im Stadtbezirk Sutton

Im Stadtbezirk Sutton gibt es zwei historische Lavendelfelder. Eines davon, im Ortsteil Carshalton Beeches am Oaks Way, ist 1,2 Hektar groß und wird als gemeinnütziges Gemeinschaftsprojekt betrieben. Das andere, eine 10 Hektar große gewerbliche Fläche namens Mayfield an der Straße Croydon Lane, ist bei Touristen beliebt. Das Gebiet in den North Downs von Surrey ist aufgrund des kalkhaltigen, gut entwässernden Bodens ideal für den Lavendelanbau. Vom 18. bis ins frühe 20. Jahrhundert war Mayfield als „Lavendelhauptstadt der Welt“ bekannt. Hier konzentrierte sich die weltweite Produktion der Pflanze, und die Gegend ist übersät mit blauen Feldern.

## Grüne Wege (Greenways)
Es gibt in London mehrere Arten von Greenways, darunter den Jubilee Greenway und den Themsepfad.

## London als National Park City
London wurde im Juli 2019 im Ergebnis einer Graswurzelkampagne offiziell zur ersten National Park City der Welt erklärt. Diese Bezeichnung ist von den Nationalparks inspiriert, ist aber nicht dasselbe wie ein Nationalpark: Es handelt sich um ein „großes urbanes Gebiet, das sowohl formelle als auch informelle Mittel verwaltet und teilweise geschützt wird, um das Naturkapital seiner lebendigen Landschaft aufzuwerten“. Sie wird von Freiwilligen mit einem Netzwerk von Unterstützern und Organen der kommunalen Selbstverwaltung, einschließlich des Bürgermeisters von London,  organisiert und mit Aktivitäten im Rahmen der Umweltstrategie der Greater London Authorities verknüpft.
Die London National Park City wurde von der National Park City Foundation (NPCF) als eine von 25 angestrebten National Park Cities weltweit gegründet.